# (2947) Kippenhahn
(2947) Kippenhahn (1955 QP1; 1943 GC1; 1955 SE; 1973 YD1) ist ein ungefähr acht Kilometer großer Asteroid des inneren Hauptgürtels, der am 22. August 1955 von der niederländischen Astronomin Ingrid van Houten-Groeneveld an der Landessternwarte Heidelberg-Königstuhl auf dem Westgipfel des Königstuhls bei Heidelberg (IAU-Code 024) entdeckt wurde.

## Benennung
(2947) Kippenhahn wurde nach dem tschechoslowakisch-deutschen Astronomen Rudolf Kippenhahn (1926–2020) benannt, der Präsident des Max-Planck-Instituts für Physik sowie Vizepräsident der Internationalen Astronomischen Union war.